# 七川村
七川村（しちかわむら）は、和歌山県東牟婁郡にあった村。現在の古座川町の北西部、古座川の上流域にあたる。

## 地理
- 山岳：大師山、大森山、高尾山、大塔山、足郷山、笠置山
- 河川：古座川、添野川、平井川、崩ノ川

## 歴史

### 村名の由来
旧郷名の「七川谷」による。

### 沿革
- 1889年（明治22年）4月1日 - 町村制の施行により、佐田村・添野川村・平井村・井野谷村・下露村・西川村・成川村・松根村の区域をもって発足。
- 1943年（昭和18年）3月 - 山火事が発生。東富田村から出火した山火事と重なり、10か村の計14,000町歩を焼失。記録に残るものでは戦前最大規模[1]。
- 1956年（昭和31年）3月31日 - 高池町・明神村・小川村・三尾川村と合併して古座川町が発足。同日七川村廃止。